# Miss America Latina 2013
La vigésimo séptima edición de Miss América Latina se llevó a cabo el 31 de agosto de 2013 en el Hotel Barceló Maya Beach Resort de Riviera Maya, México. 
Bajo la conducción de la presentadora radicada en Texas, Elizabeth Robaina, y el guatemalteco Carlos Guerrero, veinticinco candidatas de diferentes países y territorios autónomos latinoamericanos compitieron por la corona de dicho certamen de belleza. 
Georgina Méndez (Guatemala) coronó a su sucesora Julia Guerra (Brasil) como Miss América Latina 2013 al final del evento.

## Resultados

### Posiciones de Mises
| Resultados Finales       | Candidatas |
| ------------------------ | --- |
| Miss América Latina 2013 | - Brasil - Julia Guerra |
| 1.ª. Finalista           | - Colombia - Laura Cantillo |
| 2.ª. Finalista           | - México - Fanny Barroso |
| 3.ª. Finalista           | - USA Latina - Ashley Garner |
| 4.ª. Finalista           | - Portugal - Geraldine Domingues |
| 12 Semifinalistas        | - Brasil -Julia Guerra - Ecuador - Claribel González - Perú - Johanna Alayo - República Dominicana - Anyely Hernández - Argentina - Agustina Dupont - Guatemala - Estefany Miranda - Canadá - Giselle Espinosa |

### Premios Especiales y Subtítulos
| Premio                       | Concursante                  |
| ---------------------------- | ---------------------------- |
| Mejor Traje Nacional         | Holanda - Romina Verdoorn    |
| Mejor Traje de Fantasía      | Panamá - Arlin Jarquin       |
| Traje mas Original           | Chile - Fernanda Carvajal    |
| Reina de Centro América      | Costa Rica - Natalie Álvarez |
| Reina Norte América y Caribe | México - Fanny Barroso       |
| Reina de Sudamérica          | Colombia - Laura Cantillo    |
| Reina Europa Latina          | Cataluña - Jessica Oliveras  |

## Candidatas
25 candidatas Compitieron en Miss América Latina 2013:
| Pais/Territorio      | Candidata            | Edad | Estatura | Residencia          |
| -------------------- | -------------------- | ---- | -------- | ------------------- |
| Argentina            | Agustina Dupont      | 21   | 1.71 m   | Salta               |
| Belice               | Karen Middleton      | 20   | 1.75 m   | Belmopán            |
| Bolivia              | Wanda Cárdenas       | 18   | 1,69 m   | Huacareta           |
| Brasil               | Julia Guerra         | 22   | 1.74 m   | Porto Alegre        |
| Canadá               | Giselle Espinosa     | 27   | 1.72 m   | Toronto             |
| España               | Jèssica Oliveras     | 21   | 1.75 m   | San Juan les Fonts  |
| Chile                | Fernanda Carvajal    | 18   | 1.74 m   | Santiago            |
| Colombia             | Laura Cantillo       | 21   | 1.78 m   | Cartagena           |
| Costa Rica           | Nathalie Álvarez     | 19   | 1.75 m   | San Jose            |
| Ecuador              | Claribel González    | 25   | 1.73 m   | Guayaquil           |
| Guatemala            | Estefany Miranda     | 24   | 1.72 m   | Ciudad de Guatemala |
| Holanda              | Romina Verdoorm      | 26   | 1.68 m   | Ámsterdam           |
| Honduras             | Sherill Rodríguez    | 20   | 1.78 m   | El Progreso         |
| Italia               | Veronica Valà        | 22   | 1.73 m   | Milán               |
| México               | Fanny Barroso        | 22   | 1.72 m   | Campeche            |
| Nicaragua            | Elizabeth Reyes      | 21   | 1.78 m   | Managua             |
| Panamá               | Arlin Jarquin        | 20   | 1.78 m   | Ciudad de Colon     |
| Paraguay             | Fabiola González     | 22   | 1.73 m   | Horqueta            |
| Perú                 | Johanna Alayo        | 21   | 1.75 m   | Laredo              |
| Portugal             | Geraldine Domingues  | 19   | 1.70 m   | Lisboa              |
| Puerto Rico          | Shamelis Escobar     | 21   | 1.70 m   | Bayamón             |
| Reino Unido          | Miriam Guzman        | 26   | 1.73 m   | Londres             |
| República Dominicana | Anyely Hernández     | 19   | 1.78 m   | Santo Domingo       |
| Uruguay              | Natalia Sánchez      | 20   | 1.75 m   | Salto               |
| USA Latina           | Ashley Garner        | 19   | 1.72 m   | El Paso             |
| Venezuela            | Maria Bettyna García | 18   | 1.72 m   | Barcelona           |

## Otros datos del Concurso
- Brasil se corona por cuarta vez Miss América Latina
- Colombia llega al Virreinato por quinta vez.
- Brasil, Colombia, Ecuador, USA Latina, Guatemala, Portugal, República Dominicana y Venezuela repiten clasificación a semifinales.
- Colombia y Portugal repiten clasificación al Top 5.
- Colombia llega al Top 5 por cuarta vez consecutiva.
- Guatemala ostenta el récord de clasificaciones consecutivas completando con esta 8 años de clasificaciones a semifinales, seguido de Brasil con 6 clasificaciones, Ecuador y Venezuela con 5 clasificaciones, Colombia con 4 clasificaciones, Portugal y República Dominicana con 3 Clasificaciones y USA Latina con 2 clasificaciones consecutivas.
- México clasificó por última vez en 2011.
- Perú clasificó por última vez en 2010.
- Canadá clasificó por última vez en 2009.
- Argentina clasificó por última vez en 2007.

### Retiros
- Corea del Sur
- El Salvador
- España Latina
- Bolivia
- España

### Regresos
- Cataluña
- Países Bajos
- Honduras
- Italia
- Reino Unido

## Crossovers
- Algunas candidatas compitieron o competirán en algún otro certamen Internacional

Miss Internacional
- 2013:  Uruguay: Natalia Sánchez (TBA)

Miss Tierra
- 2012:  Guatemala: Estefany Miranda (Miss Ever Bilena)

Miss Turismo Internacional
- 2012:  Portugal: Geraldine Domingues

Reina Mundial del Banano
- 2012:  Guatemala: Estefany Miranda (Miss Amistad)

Miss Humanity Internacional
- 2012:  Holanda: Romina Verdoorm (3.ª Finalista)

Reina Internacional del Tropico
- 2012:  Belice: Karen Middleton (Miss Amistad)

Miss Piel Dorada
- 2012:  Guatemala: Estefany Miranda

Miss Costa Maya
- 201:  Belice: Karen Middleton

CN Models International Search
- 2013:  Colombia: Laura Cantillo (Ganadora), (Mejor Figura) y (Mejor Sonrisa)